# Happy Girl
Happy Girl è il singolo di debutto del girl group svedese Bubbles, pubblicato il 25 aprile 2000 su etichetta discografica Roadrunner Arcade Music come primo estratto dall'album Rock the World.

## Tracce
CD singolo (Svezia)
1. Happy Girl (Single Version) – 3:04
2. Happy Girl (Karaoke Version) – 3:04

CD maxi (Svezia)
1. Happy Girl (Single Version) – 3:04
2. Happy Girl (Extended Version) – 4:58
3. Happy Girl (Karaoke Version) – 3:04
4. Happy Girl (Video)

## Classifiche

### Classifiche settimanali
| Classifica (2000–01) | Posizione massima |
| -------------------- | ----------------- |
| Francia              | 76                |
| Norvegia             | 8                 |
| Paesi Bassi          | 38                |
| Svezia               | 6                 |

### Classifiche di fine anno
| Classifica (2000) | Posizione |
| ----------------- | --------- |
| Svezia            | 30        |